# Plecia bakeri
Plecia bakeri är en tvåvingeart som beskrevs av Malloch 1928. Plecia bakeri ingår i släktet Plecia och familjen hårmyggor. Inga underarter finns listade i Catalogue of Life.